# Ketenong Jaya
Ketenong Jaya is een bestuurslaag in het regentschap Lebong van de provincie Bengkulu, Indonesië. Ketenong Jaya telt 442 inwoners (volkstelling 2010).